# Les Rois mages (chanson)
Ne doit pas être confondu avec La Marche des rois.
 (janvier 2018).
Si vous disposez d'ouvrages ou d'articles de référence ou si vous connaissez des sites web de qualité traitant du thème abordé ici, merci de compléter l'article en donnant les références utiles à sa vérifiabilité et en les liant à la section « Notes et références ».
Pistes de Love - Les Rois mages
Reviens je t'aime Une femme
Les Rois mages est une chanson du répertoire de Sheila. Ce titre est un des plus grands succès de cette artiste. C'est une adaptation de Tweedle Dee, Tweedle Dum de Middle of the Road.
Sheila a également enregistré ce titre en espagnol (Los Reyes magos). Elle a réenregistré Les Rois mages en 1998 pour son album Le Meilleur de Sheila. Elle interprète ce titre dans tous ses spectacles.

## Paroles
La chanson répète à plusieurs reprises :
« Comme les Rois mages en Galilée

Suivaient des yeux l'étoile du berger ».
Cependant, l'Évangile selon Matthieu indique que les mages venus d'Orient sont allés à Jérusalem pour voir Hérode, puis à Bethléem pour voir l'enfant Jésus avant de repartir par un autre chemin (sous-entendu sans retourner à Jérusalem) et n'auraient donc visité que la Judée, mais non la Galilée.

## Fiche artistique
- Titre : Les Rois mages
- Titre original : Tweedle Dee Tweedle Dum
- Paroles originales : Lally Scott
- Musique : Mario & Giosy Capuano
- Adaptation française : Jean Schmitt et Claude Carrère
- Interprète d’origine : Middle of the Road (1971)
- Arrangements et direction musicale : Jean Schmitt
- Producteur : Claude Carrère
- Année de production : 1971
- Éditeur : Claude Carrère / RCA Italie / BMG Music Publishing
- Parution : Mars 1971
- Durée : 03:22

## Ventes et classements
| Meilleur Classement | Meilleur Classement | Meilleur Classement | Meilleur Classement | Meilleur Classement | Meilleur Classement | Meilleur Classement | Ventes certifiées | Ventes réelles    |
| France              | Région flamande     | Wallonie            | Mexique             | Argentine           | Québec              | Espagne             | Ventes certifiées | Ventes réelles    |
| ------------------- | ------------------- | ------------------- | ------------------- | ------------------- | ------------------- | ------------------- | ----------------- | ----------------- |
| 1                   | 2                   | 2                   | 2                   | 9                   | 1                   | 10                  | -                 | : Plus de 600 000 |

## Single
- 1971 -  France - 45 tours / SP Stéréo  Carrère 6061 135 / Face B : Une femme
- 1998 -  France - CD / SP Stéréo  version 1998 - Arcade 3039 702 / autres titres du single : Balthazar Club Mix et Melchior Single Mix
- 1999 -  France - CD / SP Stéréo  version Salsa - Wagram 3044 045 / Promo Monotitre

## Sortie à l'étranger
- Allemagne - 45 tours / SP Stéréo  BASF CQA103 / Face B : Une femme sorti en 1971
- Argentine - 45 tours / SP Stéréo  Music Hall 31.679 / Face B : Una Mujer (Une femme) sorti en 1971
- Belgique - 45 tours / SP Stéréo  Carrère 6061 135 / Face B : Une femme sorti en 1971
- Brésil - 45 tours / SP Stéréo  Somlivre 7.S1.5001 / Face B : Une femme sorti en 1971
- Canada - 45 tours / SP Stéréo  Trans Canada TC4059 / Face B : Une femme sorti en 1971
- Colombie - 45 tours / SP Stéréo  Famos SF0113 Los Reyes Magos en espagnol / Face B : Una mujer (Une femme) sorti en 1971
- Espagne - 45 tours / SP Stéréo  Carnaby MO1113 Los Reyes Magos en espagnol / Face B : reviens je t'aime sorti en 1971
- Guatemala - 45 tours / SP Stéréo  ?? / Face B : Los Reyes Magos en espagnol sorti en 1971
- Japon - 45 tours / SP Stéréo  Philips SFL-1383 / Face B : Une femme sorti en 1971
- Liban - 45 tours / SP Stéréo  Carrère 6061 135 / Face B : Une femme sorti en 1971
- Madagascar - 45 tours / SP Stéréo  Carrère 6061 135 / Face B : Une femme sorti en 1971
- Mexique - 45 tours / EP Stéréo  EP Orfeon EPI-187 avec Les Rois Mages, Los reyes Magos en espagnol, L'agent secret et Reviens je t'aime sorti en 1971 / SP Stéréo  Orfeon 45-I-227 avec Les Rois Mages et Los reyes Magos en espagnol
- Portugal - 45 tours / SP Stéréo  ZIP 30.022/S / Face B : Une femme sorti en 1971
- Russie - 45 tours / SP Stéréo  Mélodie 3rp-085 / Face B : Une femme sorti en 1971
- Venezuela - 45 tours / SP Stéréo  Carrère 45 392 En espagnol / Face B : Une mujer (Une femme) sorti en 1971

## Apparition en CD
- 1971 - Love - Les Rois mages
- 2006 - Juste comme ça (double album) - CD Warner
- 2008 - Toutes ces vies - Les chansons incontournables - CD Warner Rhino 5144278712

## Utilisation dans les films
Sauf indication contraire, les informations mentionnées dans cette section peuvent être confirmées par le générique de fin de l'œuvre audiovisuelle présentée ici, ainsi que par la base de données cinématographiques IMDb,  présente dans la section « Liens externes ».
- 1997 : Ma vie en rose d'Alain Berliner
- 1999 : Recto/Verso de Jean-Marc Longval
- 2004 : Bienvenue en Suisse de Léa Fazer (chantée par Emmanuelle Devos et Vincent Perez)
- 2008 : Cliente de Josiane Balasko (reprise par Leslie et chantée a cappella par Josiane Balasko) - dans la bande originale de film et au générique
- 2013 : Boule et Bill d'Alexandre Charlot et Franck Magnier
- 2016 : Elles... Les Filles du Plessis de Bénédicte Delmas (générique)
- 2023: Bernadette de Léa Domenach (générique)